# Laubressel
Laubressel é uma comuna francesa na região administrativa de Grande Leste, no departamento de Aube. Estende-se por uma área de 16,24 km². Em 2010 a comuna tinha 559 habitantes (densidade: 34,4 hab./km²).